# Klaudia Buczek
Klaudia Buczek (ur. 30 kwietnia 1991 w Tarnowie) – polska zawodniczka wspinaczki sportowej, zawodniczka KU AZS PWSZ Tarnów, jedna z najlepszych w Polsce we wspinaczce na czas. Brązowa medalistka Pucharu Świata we wspinaczce na czas w 2016 (klasyfikacja generalna). Zwyciężczyni Pucharu Świata Xiamen w Chinach. Wicemistrzyni Świata z Gijon (2014). Mistrzyni Świata Juniorów z Edynburga (2010).

## Życie prywatne
Uczęszczała do klasy „d” w IV Liceum Ogólnokształcącym w Tarnowie, w którym zdała egzamin maturalny w 2010 roku. Absolwentka Uniwersytetu Rolniczego w Krakowie oraz Uniwersytetu Jagiellońskiego w Krakowie. Jest dietetyczką sportową i kliniczną, specjalizując się w żywieniu sportowców i osób aktywnych fizycznie. Współzałożycielka poradni dietetycznej Made By Diet. Jej siostra bliźniaczka, Sylwia Buczek, z którą uczęszczała do tej samej klasy licealnej, jest zawodniczką wspinaczki sportowej w konkurencji bouldering.

## Osiągnięcia międzynarodowe
| Data | Nazwa zawodów               | Miejsce         | Konkurencja  | Pozycja |
| ---- | --------------------------- | --------------- | ------------ | ------- |
| 2017 | World Games 2017            | Wrocław         | wsp. na czas | 12.     |
| 2016 | Puchar Świata               | Xiamen          | wsp. na czas | 1.      |
| 2016 | Mistrzostwa Świata          | Paryż           | wsp. na czas | 5.      |
| 2016 | Puchar Świata               | Arco            | wsp. na czas | 3.      |
| 2016 | Puchar Świata               | Chamonix        | wsp. na czas | 4.      |
| 2016 | Puchar Świata               | Nanjing         | wsp. na czas | 7.      |
| 2016 | Puchar Świata               | Chongqing       | wsp. na czas | 2.      |
| 2015 | Puchar Świata               | Wuijang         | wsp. na czas | 7.      |
| 2015 | Puchar Świata               | Central Saanich | wsp. na czas | 6.      |
| 2015 | Puchar Świata               | Xining          | wsp. na czas | 8.      |
| 2014 | Puchar Świata               | Wuijang         | wsp. na czas | 4.      |
| 2014 | Puchar Świata               | Mokpo           | wsp. na czas | 4.      |
| 2014 | Puchar Świata               | Chongqing       | wsp. na czas | 5.      |
| 2014 | Puchar Świata               | Baku            | wsp. na czas | 7.      |
| 2014 | Puchar Świata               | Haiyang         | wsp. na czas | 7.      |
| 2014 | Puchar Świata               | Chamonix        | wsp. na czas | 7.      |
| 2013 | Puchar Świata               | Perm            | wsp. na czas | 5.      |
| 2013 | Puchar Świata               | Baku            | wsp. na czas | 5.      |
| 2013 | World Games                 | Cali            | wsp. na czas | 6.      |
| 2013 | Puchar Europy               | Ekaterinburg    | wsp. na czas | 6.      |
| 2013 | Puchar Świata               | Wuijang         | wsp. na czas | 7.      |
| 2013 | Puchar Świata               | Mokpo           | wsp. na czas | 8.      |
| 2012 | Puchar Świata               | Mokpo           | wsp. na czas | 9.      |
| 2012 | Puchar Świata               | Xining          | wsp. na czas | 7.      |
| 2012 | Puchar Świata               | Daone           | wsp. na czas | 2.      |
| 2011 | Puchar Świata               | Daone           | wsp. na czas | 9.      |
| 2011 | Puchar Świata               | Mediolan        | wsp. na czas | 4.      |
| 2010 | Mistrzostwa Europy          | Imst            | wsp. na czas | 7.      |
| 2010 | Mistrzostwa Świata Juniorów | Edynburg        | wsp. na czas | 1.      |
| 2010 | Puchar Świata               | Daone           | wsp. na czas | 8.      |
| 2009 | Puchar Europy Juniorów      | Królewiec       | wsp. na czas | 4.      |
| 2009 | Puchar Europy Juniorów      | Monachium       | wsp. na czas | 2.      |
| 2009 | Mistrzostwa Świata Juniorów | Valence         | wsp. na czas | 4.      |
| 2009 | Puchar Świata               | Daone           | wsp. na czas | 8.      |
| 2009 | Puchar Świata               | Tarnów          | wsp. na czas | 4.      |

## Osiągnięcia krajowe
| Data | Nazwa zawodów               | Konkurencja  | Pozycja |
| ---- | --------------------------- | ------------ | ------- |
| 2016 | Mistrzostwa Polski          | wsp. na czas | 1.      |
| 2015 | Mistrzostwa Polski          | wsp. na czas | 2.      |
| 2014 | Mistrzostwa Polski          | wsp. na czas | 1.      |
| 2013 | Mistrzostwa Polski          | wsp. na czas | 2.      |
| 2012 | Mistrzostwa Polski          | bouldering   | 3.      |
| 2012 | Mistrzostwa Polski          | wsp. na czas | 1.      |
| 2011 | Mistrzostwa Polski          | wsp. na czas | 3.      |
| 2010 | Mistrzostwa Polski          | wsp. na czas | 2.      |
| 2010 | Mistrzostwa Polski Juniorów | prowadzenie  | 1.      |
| 2010 | Mistrzostwa Polski Juniorów | wsp. na czas | 1.      |
| 2009 | Mistrzostwa Polski          | prowadzenie  | 2.      |
| 2009 | Mistrzostwa Polski          | prowadzenie  | 2.      |
| 2009 | Mistrzostwa Polski Juniorów | prowadzenie  | 1.      |
| 2009 | Mistrzostwa Polski Juniorów | wsp. na czas | 1.      |
| 2008 | Mistrzostwa Polski Juniorów | wsp. na czas | 1.      |
| 2008 | Mistrzostwa Polski Juniorów | prowadzenie  | 1.      |
| 2007 | Puchar Polski Juniorów      | prowadzenie  | 3.      |

## Nagrody
W marcu 2011 roku została wybrana przez portal WWW tarnow.net.pl do grona 11 najbardziej Wpływowych Kobiet Tarnowa.